# Rabat Ajax Football Club
El Rabat Ajax Football Club és un club maltès de futbol de la ciutat de Rabat.

## Història
- 1930: Fundació del club com Rabat Rovers
- 1937: Fusió amb Rabat Rangers i Old City per formar el Rabat Zvanks
- 1938: Rebatejat Rabat FC
- 1980: Fusió amb Rabat Ajax per formar el Rabat Ajax FC

## Futbolistes destacats
- Paddy Sloan (1954-55)
- Carmel Busuttil (1979-87)
- Iordan Filipov (1984-85)
- Andy McGonigle (1984-85)
- Jeff Wood (porter) (1985-87)
- Mark Miller
- Joe Galea
- Silvio Vella

## Entrenadors destacats
- Paddy Sloan

## Palmarès
- Lliga maltesa de futbol
  - 1985, 1986
- Copa maltesa de futbol (F.A. Trophy)
  - 1986
- Supercopa maltesa de futbol
  - 1985, 1986